# Acrochordonichthys guttatus
Acrochordonichthys guttatus — вид риб з роду Acrochordonichthys родини Akysidae ряду сомоподібні. Видова назва походить від латинського слова guttatus, тобто «плямистий».

## Опис
Загальна довжина сягає 9,8 см. Голова сплощена і видовжена, морда коротка. Очі невеличкі. Є 4 пари вусів, з яких 1 пара на верхній і 1 пара на нижній щелепах короткі, інші є довгими. Зябрових променів 6. Тулуб подовжений. Скелет складається з 41—42 хребців. У спинному плавці є 1 колючий і 5 м'яких променів, в анальному — 8—11 м'яких променів. Передній край останнього кутовий. Жировий плавець подовжений. Спинний плавець з'єднано з жировим плавцем низьким гребенем. Статевий сосочок у самців гостроконечний, тонкий, довгий. Хвостовий плавець трохи витягнутий, широкий на кінці, з невеличкою виїмкою у верхній частині.
Загальний фон шоколадний зі невеликими світло-коричневими плямами на тілі. Плавці мають широкі смуги.

## Спосіб життя
Біологія вивчена недостатньо. Є демерсальною рибою. Зустрічається у річках зі середньою течією, піщаним дном. Вдень заривається у пісок. Активна вночі. Живиться дрібними донними безхребетними.

## Розповсюдження
Мешкає на півдні о. Калімантан (Індонезія) — в річці Баріто.